# Транзитное сообщение (ГДР)

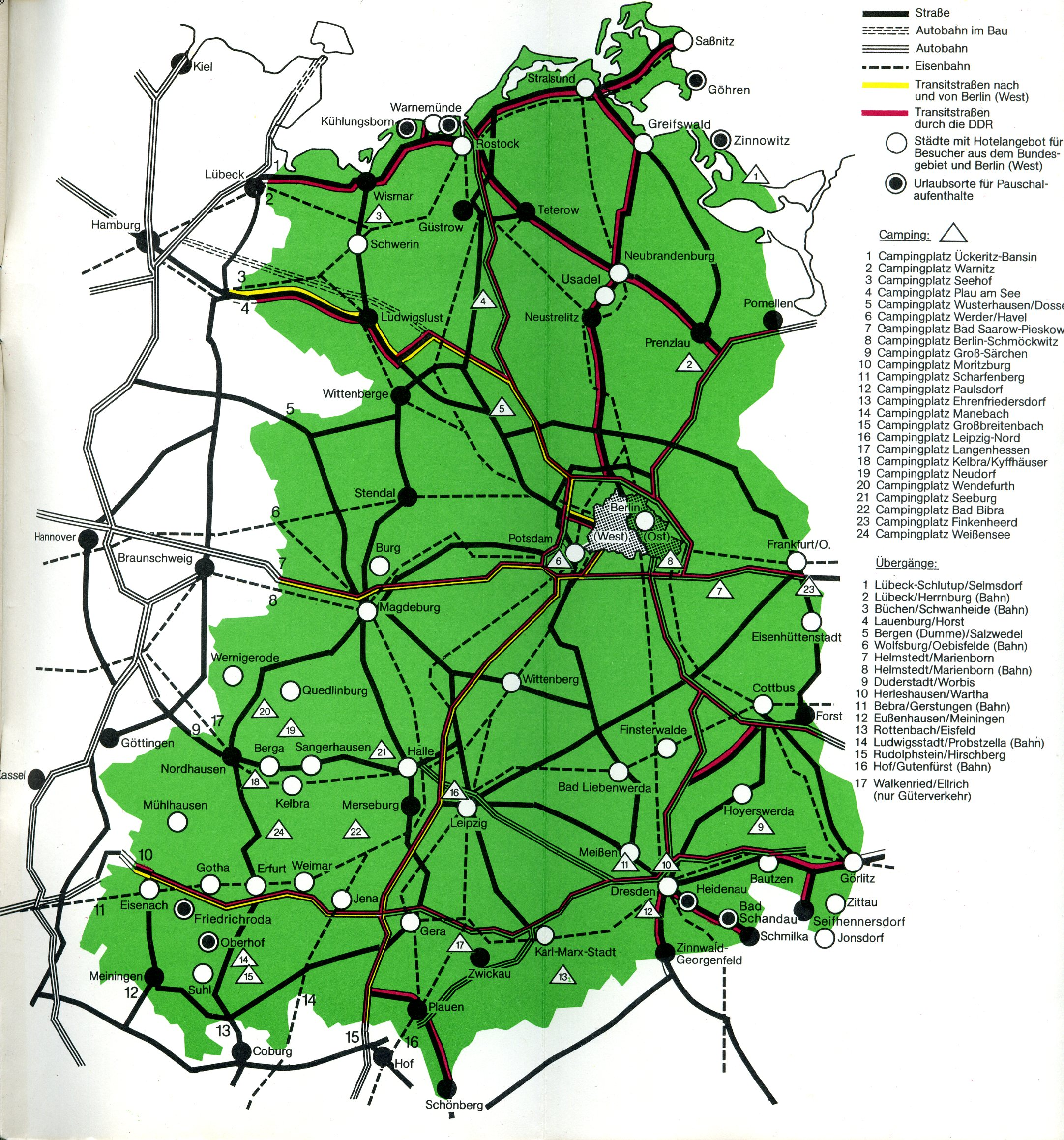
Транзитные маршруты по территории ГДР в Западный Берлин

Транзитное сообщение между Западным Берлином и ФРГ осуществлялось по территории советской зоны оккупации Германии и в последующем ГДР. Стороны придерживались разных взглядов на юридический статус транзита, что неоднократно приводило к обострению в отношениях, а в 1948—1949 годах вылилось в блокаду. В начале 1970-х и 1980-х годов ГДР возвела транзитные автомагистрали, соединявшие Берлин с пограничными переходами. Самыми крупными из них являлись КПП в Древице и Мариенборне, каждый из которых обслуживало около тысячи военнослужащих пограничных войск, сотрудников паспортного и таможенного контроля ГДР.
Германская Демократическая Республика издала специальные нормативные акты, регулировавшие транспортное сообщение между ФРГ и Западным Берлином через внутригерманскую границу и ограничила количество транзитных маршрутов. Соответствующее законодательство действовало также в отношении транзита через ГДР в скандинавские страны, ПНР и ЧССР. Воздушное сообщение осуществлялось строго по выделенным воздушным коридорам.
Правовой основой по вопросу транзита в ГДР считалось положение, принятое державами-победительницами на Потсдамской конференции 1945 года, согласно которому на период оккупации Германия считалась единой в экономическом отношении, в связи с чем предполагалось согласовать общие предписания в отношении транспортного сообщения. Контрольному совету было поручено издать правило передвижения между зонами оккупации. Позднее были определены транзитные маршруты между западными секторами Берлина через советскую зону оккупации в западные зоны оккупации Германии. Приказом Советской контрольной комиссии в Германии от 5 мая 1952 года были чётко установлены меры по обеспечению и контролю, радикально ограничившие свободу передвижения.
После подписания Московского договора правительство ФРГ подчёркивало, что его ратификация состоится только при наличии позитивных результатов в отношении Берлина. В переговорах наметился прогресс, и 3 сентября 1971 года послы подписали Четырёхстороннее соглашение по Берлину. Впервые с 1945 года в нём СССР гарантировал беспрепятственное транзитное сообщение автомобильного, железнодорожного и водного транспорта между ФРГ и Западным Берлином. Договор предусматривал самостоятельное согласование деталей правительствами двух германских государств.
Вопросы передвижения лиц и товаров между ФРГ и Западным Берлином урегулировало Транзитное соглашение, согласно которому транзит между ФРГ и Западным Берлином впредь будет осуществляться беспрепятственно и в «самой простой, быстрой и удобной форме». Были согласованы основные направления организации и осуществления сообщения, паспортного контроля ГДР и пошлины за эксплуатацию транзитных магистралей. 17 декабря 1971 года в Бонне Транзитное соглашение, ставшее первым на уровне правительства двух германских государств, подписали Эгон Бар (от ФРГ) и Михаэль Коль (от ГДР). На транзитных магистралях ГДР в значительной степени отказалась от своих суверенных прав, в частности, по проведению задержаний. Исключение составляли случаи злоупотреблений, в частности дорожные происшествия. Арест лиц, объявленных полицией в розыск, не допускался.
В отношении западных оккупационных войск в 1945—1990 годах действовало особое соглашение: их досмотр при пересечении границы, если и осуществлялся, то исключительно военнослужащими Советской армии.
По пути следования по транзитным магистралям запрещалось покидать их пределы. Транзитному транспорту предписывалось двигаться по возможности без остановок, разрешались лишь краткие остановки на специально оборудованных площадках для отдыха или АЗС. Контакты с гражданами ГДР запрещались. Все транзитные магистрали патрулировали гражданские автомобили с сотрудниками МГБ ГДР, которые осуществляли постоянный контроль и вели фотоотчётность. Иногда для этих целей использовались автомобили западного производства с автомобильными номерами ФРГ. Наблюдение за транзитными магистралями вели также внештатные сотрудники МГБ ГДР, работавшие, например, на автозаправочных станциях, а также сотрудники таможни ГДР, Народной полиции и их добровольные помощники.
При въезде на магистраль транзитные пассажиры предъявляли для регистрации на контрольном пункте удостоверения личности (граждане ФРГ и иностранцы — заграничные паспорта, жители Западного Берлина — «временные удостоверения личности», иностранцы, постоянно проживающие в Западном Берлине, — справку с фотографией, выдаваемую Сенатом Берлина) и водительское удостоверение. На основании этих документов выдавалась однократная транзитная виза с указанием персональных данных и штампом с датой въезда. При съезде с магистрали этот документ подлежал сдаче. На основании штампа можно было установить, следовал ли транзитный пассажир с соблюдением установленных правил. Длительное пребывание на площадках отдыха следовало подтверждать чеками об оплате, выданными в ресторанах Mitropa.
Транзитное соглашение позволило выдавать транзитные визы ГДР в следующих по маршруту поездах железной дороги ГДР. Со стороны Западного Берлина пограничный контроль не производился. Транзитные поезда пользовались большой популярностью, составы нередко имели 15 вагонов. Им предоставлялся приоритет следования, на территории ГДР им запрещались остановки вне расписания. Составы обязательно имели патруль транспортной полиции. После 1990 года стало известно, что транзитные поезда часто использовались агентами ГДР в качестве тайников на колёсах для переправки разведывательной информации.
Прямое воздушное сообщение, позволявшее избежать паспортного контроля ГДР, осуществлялось только между Западным Берлином и ФРГ по трём согласованным воздушным коридорам. Право совершать полёты в Западный Берлин имели только самолёты западных держав-победительниц.